# Nowa Niespusza
Nowa Niespusza – wieś w Polsce położona w województwie łódzkim, w powiecie łowickim, w gminie Chąśno.
W latach 1975–1998 miejscowość administracyjnie należała do województwa skierniewickiego.